# لین چیا یینگ
لین چیا یینگ (انگلیسی: Lin Chia-ying؛ زادهٔ ۵ نوامبر ۱۹۸۲) ورزشکار دو و میدانی اهل تایوان است.